# Ukraina w Konkursie Piosenki Eurowizji
Ukraina uczestniczy w Konkursie Piosenki Eurowizji od 2003. Konkursem w kraju w latach 2003–2014 zajmowała się Narodowa Telekompania Ukrainy (NTU). Od 2016 udziałem kraju w konkursie zajmuje się ukraiński nadawca publiczny Suspilne.
Ukraina trzykrotnie wygrała konkurs: w 2004 (Rusłana z utworem „Wild Dances”), 2016 (Jamala z „1944”), oraz 2022 (Kalush Orchestra ze „Stefania”). Dzięki temu konkursy w 2005 i 2017 odbyły się na Ukrainie.
W 2015 ukraiński nadawca wycofał się z uczestnictwa w konkursie w związku z niestabilną sytuacją w kraju. Rok później kraj powrócił do stawki konkursowej. W 2019 ponownie zrezygnował z udziału w konkursie z powodu zamieszania medialnego związanego z organizacją krajowych eliminacji.
Ukraina jest jedynym krajem, którego reprezentanci rokrocznie zdobywają awans do finału konkursu.

## Historia Ukrainy w Konkursie Piosenki Eurowizji

### Lata 2003–2009
W 2002 krajowy nadawca publiczny NTU podjął decyzję o debiucie podczas 48. Konkursu Piosenki Eurowizji organizowanego w Rydze w maju 2003. Reprezentant kraju został wybrany wewnętrznie przez władze stacji. Został nim Ołeksandr Ponomariow z utworem „Hasta la vista”, który został wyłoniony spośród ponad 50 propozycji nadesłanych do siedziby krajowego nadawcy. W przygotowaniach do eurowizyjnego występu reprezentantowi pomagał maltański kompozytor Philip Vella. 24 maja 2003 wystąpił w finale konkursu i zajął 14. miejsce po zdobyciu 30 punktów. Na scenie towarzyszył mu akrobata Anatolij Zalewskij i reprezentantki Teatru Rizoma, dwie tancerki i dwie chórzystki.

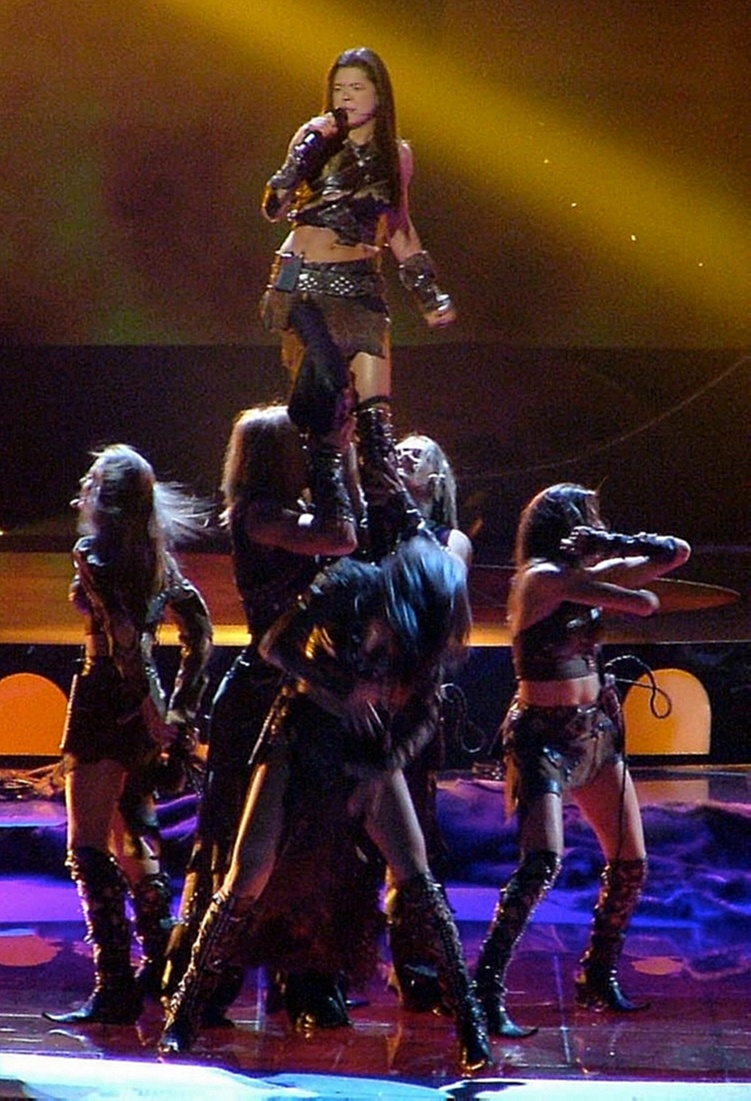
Rusłana Łyżyczko podczas 49. Konkursu Piosenki Eurowizji w Stambule, maj 2004

Stacja NTU wysłała reprezentanta na 49. Konkurs Piosenki Eurowizji w Stambule. W styczniu 2004 telewizja ogłosiła, że przedstawicielką kraju w konkursie będzie, wybrana wewnętrznie przez telewizję, Rusłana Łyżyczko z piosenką „Wild Dances”. W związku ze zwiększającą się liczbą krajów chętnych do udziału w Konkursie Piosenki Eurowizji, EBU wprowadziła w 2004 koncert półfinałowy. Z występu w półfinale zwolnione były kraje tzw. „wielkiej czwórki” (tj. Niemcy, Wielka Brytania, Francja, Hiszpania) oraz państwa, których reprezentanci rok wcześniej zajęli miejsce w pierwszej dziesiątce finałowej, dlatego Rusłana musiała uczestniczyć w rundzie półfinałowej. Podczas pobytu w Stambule delegacja rozdawała dziennikarzom w centrum prasowym gadżety z wizerunkiem reprezentantki – notatniki, flagi oraz płyty CD i DVD. 12 maja wystąpiła w półfinale i z drugiego miejsca awansowała do finału, rozgrywanego 15 maja. Zajęła w nim pierwsze miejsce po zdobyciu 280 punktów od telewidzów, w tym m.in. maksymalnych not 12 punktów z Polski, Turcji, Rosji, Islandii, Łotwy, Izraela, Estonii i Litwy. Podczas występów na scenie towarzyszyli jej tancerze z formacji tanecznej Balet Życia, która zaprezentowała układ ułożony przez Irinę Mazur, będący połączeniem tańca współczesnego i ludowych tańców ukraińskich. Po finale konkursu piosenka „Wild Dances” otrzymała Nagrodę Artystyczną im. Marcela Bezençona.
Dzięki wygranej Rusłany Łyżyczko w 2004, 50. Konkurs Piosenki Eurowizji był organizowany na Ukrainie. Reprezentant kraju po raz pierwszy został wybrany za pośrednictwem publicznych eliminacji. Proces nadsyłania propozycji do siedziby NTU rozpoczęto 1 sierpnia; pierwotnie termin zgłaszania się miał upłynąć 20 września, jednak z powodu niezadowalającej liczby zgłoszeń przesunięto go na 8 października. Do konkursu zostało dopuszczonych łącznie 75 wykonawców, wyłonionych spośród 202 kandydatów, którzy nadesłali łącznie 527 propozycji. Pierwotnie w stawce znalazła się też Wierka Serdiuczka, ale wycofała się z powodu skrytykowania jej twórczości przez jurorów. Wykonawcy zostali podzieleni na piętnaście półfinałów, emitowanych od 14 listopada 2004 do 20 lutego 2005, w których występowało po pięciu kandydatów. Do finału dostali się zdobywcy największej liczby głosów telewidzów z każdego z półfinałów: Stand.up, NeDilia, Tayana, Ex-Presidenti, Jurcasz, Tiana Ravi (w wyniku „błęd techicznego” ogłoszono awans Szeony), Foxy, Wiktor Pawlik, Sergej Gawrilow, Daleko, Ani Lorak, Talita Kum, Lourdes, Julia Korszinska i Wolia, a także zdobywcy tzw. „dzikiej karty” od NTU: De Shifer, Tartak, Greenjolly i Mandri. W trakcie trwania selekcji zwrócono uwagę, że kilka finałowych piosenek łamie zapis regulaminowy konkursu mówiący o zakazie komercyjnej publikacji utworów przed 1 października 2004. Władze NTU zapewniły, że w przypadku wygranej nieregulaminowej piosenki, reprezentant będzie miał obowiązek zmienić kompozycję. W finale konkursu, rozgrywanym 27 lutego w studiu NTU w Kijowie, pierwsze miejsce zdobył zespół Greenjolly z utworem „Razom nas bahato, nas ne podołaty”, za który otrzymał największą liczbę 2 247 głosów od telewidzów. Po konkursie tekst piosenki, która wcześniej została wybrana na hymn Wiktora Juszczenki podczas tzw. pomarańczowej rewolucji w 2004, został zmieniony ze względu na zawarcie w nim politycznej wiadomości. Ostatecznie refren piosenki wzbogacono o zwroty w ośmiu wersjach językowych: ukraińskiej, angielskiej, polskiej (Jest nas wielu, nas nie pokonacie), niemieckiej (Alle wir in allem, sind wir nicht zufallen), francuskiej (Le people uni serait jamais vaincu), czeskiej (V ednote ja nase sila), hiszpańskiej (Si estamos juntos, somos invencibles) i rosyjskiej (Wmiestie my ediny, my nie pobiedimy). W marcu EBU poinformowała, że utwór nie jest oryginalną kompozycją, tylko przeróbką rewolucjonistycznego utworu „Pueblo unido jamas sera vencido” z lat 60, ale nie zdyskwalifikowała propozycji. Jako reprezentanci gospodarzy mieli zapewnione miejsce w finale widowiska,21 maja 2005 zespół wystąpił w finale Eurowizji i zajął w nim dziewiętnaste miejsce po zdobyciu 30 punktów, w tym m.in. maksymalnej noty 12 punktów z Polski.

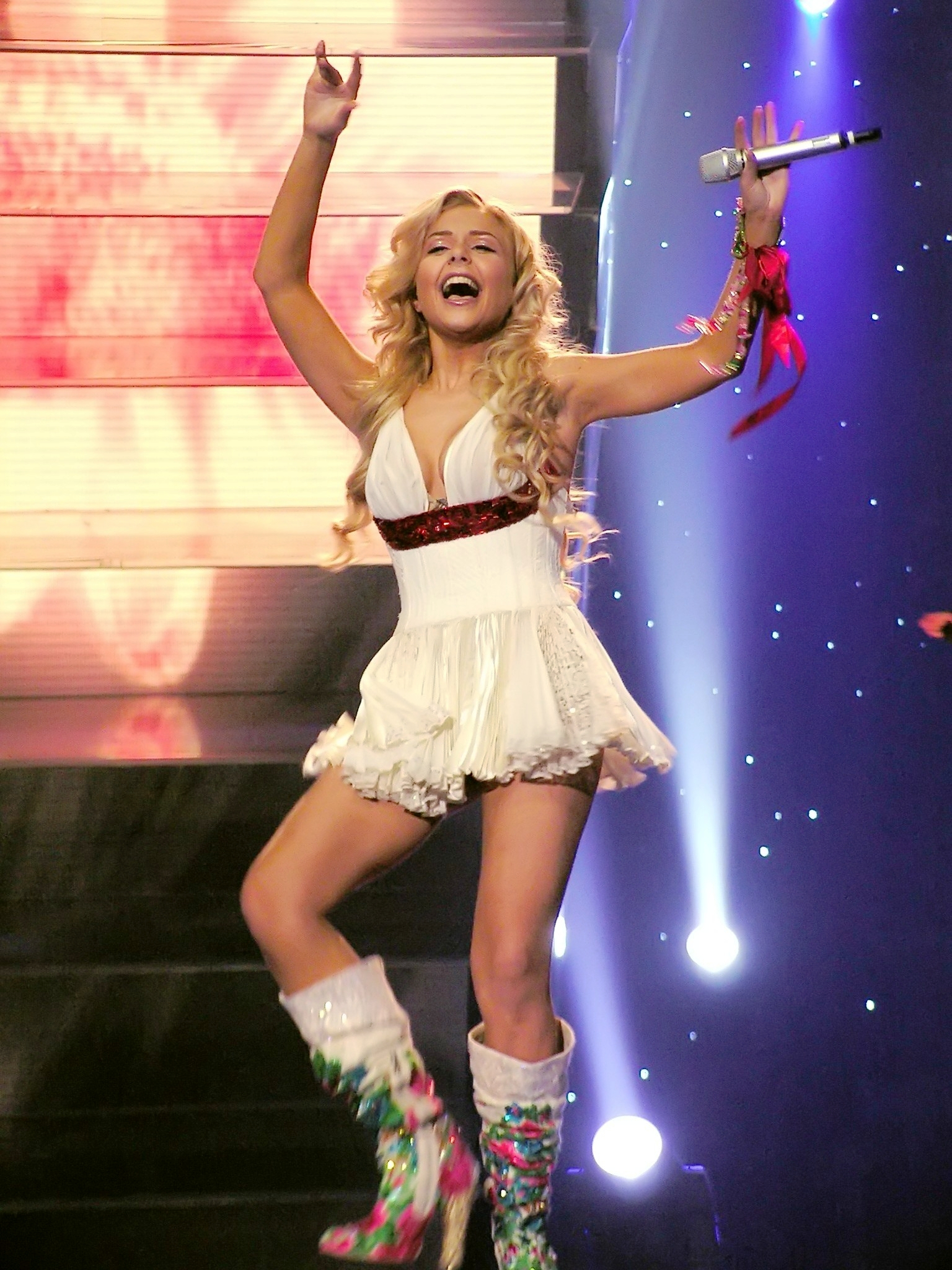
Tina Karol podczas 51. Konkursu Piosenki Eurowizji w Atenach, maj 2006

W 2006 stacja NTU uczestniczyła w 51. Konkursie Piosenki Eurowizji. Podobnie jak rok wcześniej, reprezentant kraju został wybrany poprzez krajowe eliminacje eurowizyjne, które tym razem ograniczono jedynie do koncertu finałowego, który został rozegrany 11 marca 2006 w studiu NTU. W finale, który prowadzili Maria Orłowa i Igor Posypajko, wystąpiło trzech wykonawców: Tina Karol, Irina Rosenfeld i Kirill Turiczenko. Ostatecznie największe poparcie telewidzów i jurorów uzyskała Tina Karol z piosenką „I Am Your Queen”, dzięki czemu zajęła pierwsze miejsce oraz zdobyła tytuł reprezentantki Ukrainy w Konkursie Piosenki Eurowizji organizowanym w Atenach. Po finale eliminacji konkursowy utwór piosenkarki został odświeżony oraz wydany pod nowym tytułem – „Show Me Your Love”. Z powodu słabego wyniku rok wcześniej, wokalistka musiała wziąć udział w półfinale, który odbył się 18 maja, z którego z siódmego miejsca awansowała do finału. W koncercie finałowym, który odbył się 20 maja, Tina Karol zajęła siódme miejsce ze 145 punktami na koncie, w tym m.in. z maksymalną notą 12 punktów z Portugalii.

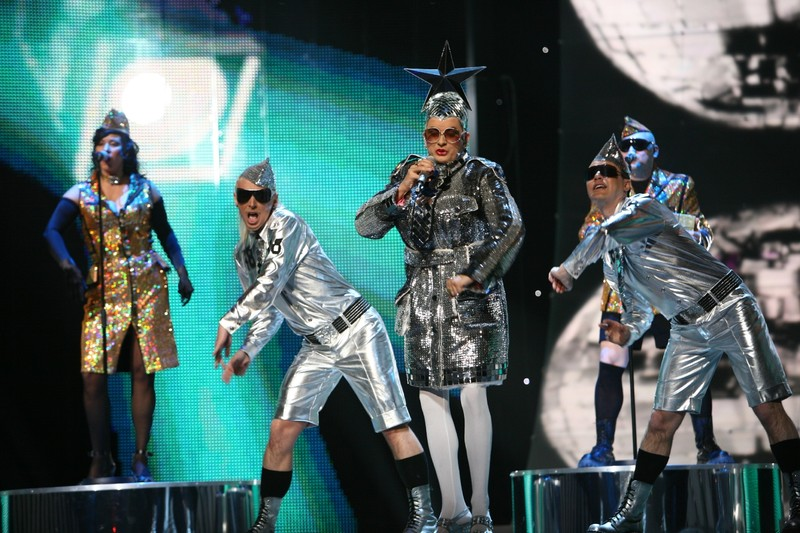
Wierka Serdiuczka w finale 52. Konkursu Piosenki Eurowizji w Helsinkach, maj 2007

W 2007 stacja NTU wzięła udział w 52. Konkursie Piosenki Eurowizji. Reprezentant kraju został wybrany za pośrednictwem krajowych eliminacji eurowizyjnych. Do finału zostało zakwalifikowanych siedmiu wykonawców: GODO, Ewgenia Własowa, Ołena Grebeniuk, Wierka Serdiuczka, NieAngeły, Bondarczuk i Aviator. W koncercie finałowym, który został rozegrany 9 marca w studiu NTU, największe poparcie telewidzów i jurorów zdobyła drag queen Wierka Serdiuczka z utworem „Dancing”. Przed finałem Konkursu Piosenki Eurowizji utwór „Dancing” odświeżono i wydano pod nowym tytułem – „Dancing Lasha Tumbai”. Piosenka wywołała kontrowersje; zdaniem wielu obserwatorów fraza Lasza tumbai (jakoby oznaczająca w języku mongolskim „bita śmietana”) przypominała w wymowie angielski zwrot Russia Goodbye (pol. Do widzenia, Rosjo), mający nawiązywać do pomarańczowej rewolucji. Utwór został dopuszczony do konkursu. Dzięki zajęciu przez Tinę Karol miejsca w pierwszej dziesiątce klasyfikacji finałowej konkursu w 2006, Wierka Serdiuczka miała zapewniony udział w finale Konkursu Piosenki Eurowizji organizowanego w Helsinkach. W koncercie finałowym, rozgrywanym 12 maja, zajęła w nim ostatecznie drugie miejsce z wynikiem 235 punktów na koncie, w tym m.in. maksymalnych not 12 punktów z Czech, Polski, Łotwy, Portugalii i Andory.

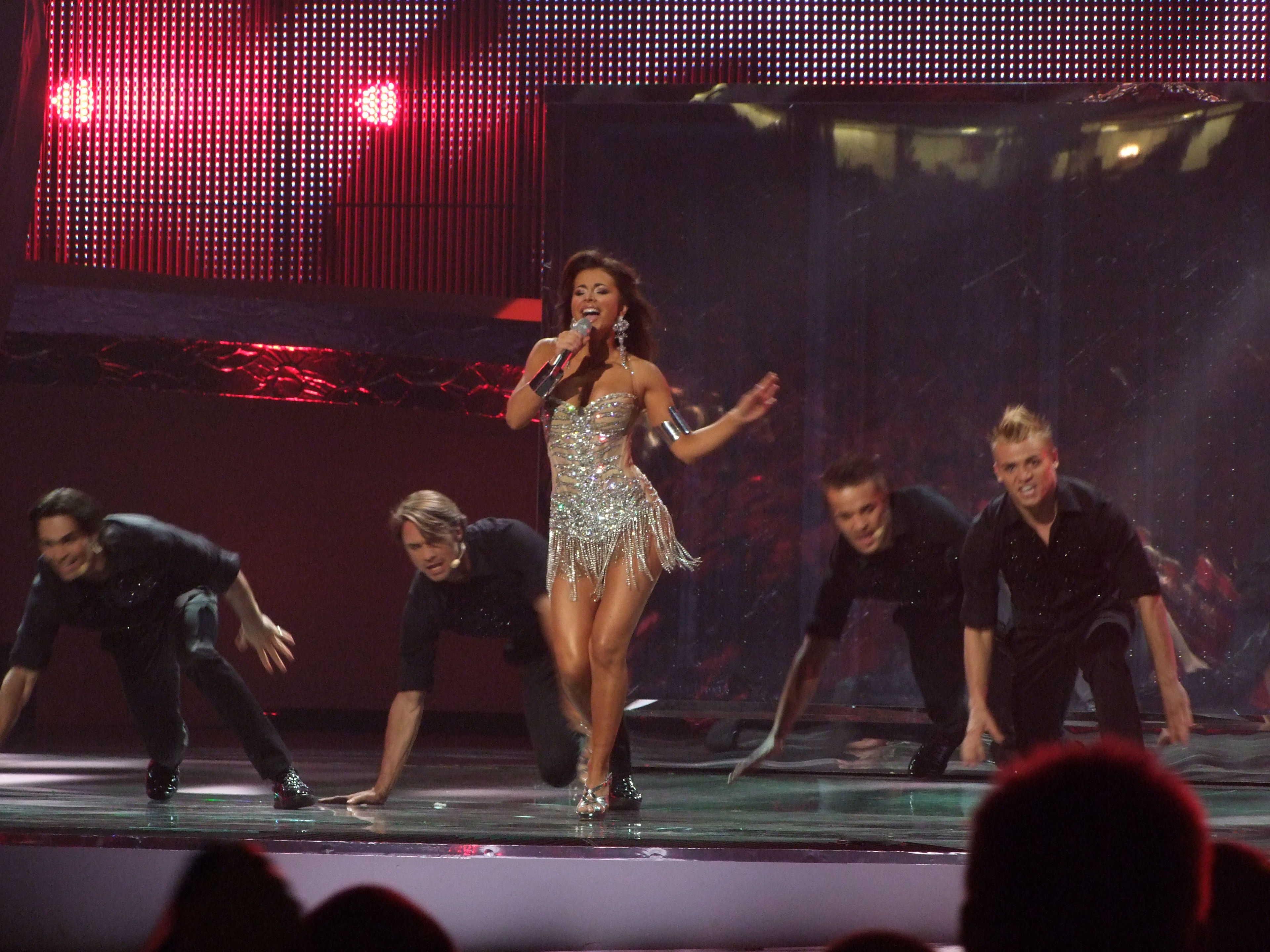
Ani Lorak podczas 53. Konkursu Piosenki Eurowizji w Belgradzie, maj 2008

W 2008 stacja NTU uczestniczyła w 53. Konkursie Piosenki Eurowizji. Reprezentantką Ukrainy została wyłoniona wewnętrznie Ani Lorak, której konkursowa propozycja została wyłoniona podczas specjalnego koncertu rozegranego 23 lutego w studiu telewizji. Podczas koncertu, który prowadzili Timur Mirosznyczenko i Maria Orłowa, piosenkarka zaprezentowała pięć piosenek, z czego największe poparcie telewidzów i jurorów zdobył utwór „Shady Lady”. W 2008 EBU po raz pierwszy zorganizowała dwa koncerty półfinałowe Konkursu Piosenki Eurowizji, który odbył się w Belgradzie. Ani Lorak wystąpiła w drugim półfinale organizowanym 22 maja i zdobyła w nim 152 punkty, w tym m.in. maksymalne noty 12 punktów z Białorusi, Portugalii, Turcji, Bułgarii, Czech i Gruzji, dzięki czemu z pierwszego miejsca awansowała do sobotniego finału. Dwa dni później reprezentantka Ukrainy zaprezentowała się w finale i zajęła w nim drugie miejsce z 230 punktami na koncie, w tym m.in. z maksymalną notą 12 punktów z Portugalii

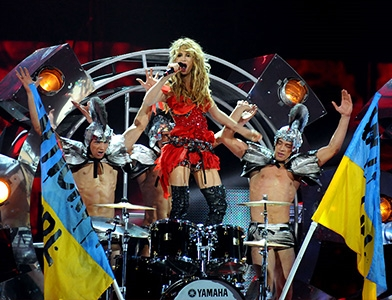
Switłana Łoboda podczas 54. Konkursu Piosenki Eurowizji, maj 2009

W 2009 ukraińska telewizja wystawiła swojego reprezentanta na 54. Konkurs Piosenki Eurowizji. Został on wyłoniony za pomocą krajowych eliminacji eurowizyjnych, do których zakwalifikowanych zostało 31 wykonawców. Półfinał selekcji odbył się 8 lutego w studiu NTU, a jego prowadzącym został Timur Mirosznyczenko. Dzięki decyzji jurorów do finału awansowało 15 wykonawców: Lenara, Goriaczyj szokolad, Tanja Briancewa, Denis Barkanow, Zakliopki, Natalija Wołkowa, 4 Kings, Ana, Switłana Łoboda, GODO’, Aleksandr Panajotow, Ira Poizen, Kisze, Tori Joy i NikitA, który ostatecznie wycofał się z udziału w selekcjach. 8 marca odbył się finał eliminacji, który poprowadzili Tumir Miroszniczenko i Maria Orłowa. Największe poparcie telewidzów i jurorów otrzymała w nim Switłana Łoboda z utworem „Be My Valentine”. 14 maja wystąpiła w drugim półfinale Konkursu Piosenki Eurowizji organizowanym w Moskwie i z szóstego miejsca awansowała do sobotniego finału. W koncercie finałowym, odbywającym się 16 maja, zajęła dwunaste miejsce z 76 punktami na koncie.

### Lata 2010–2019

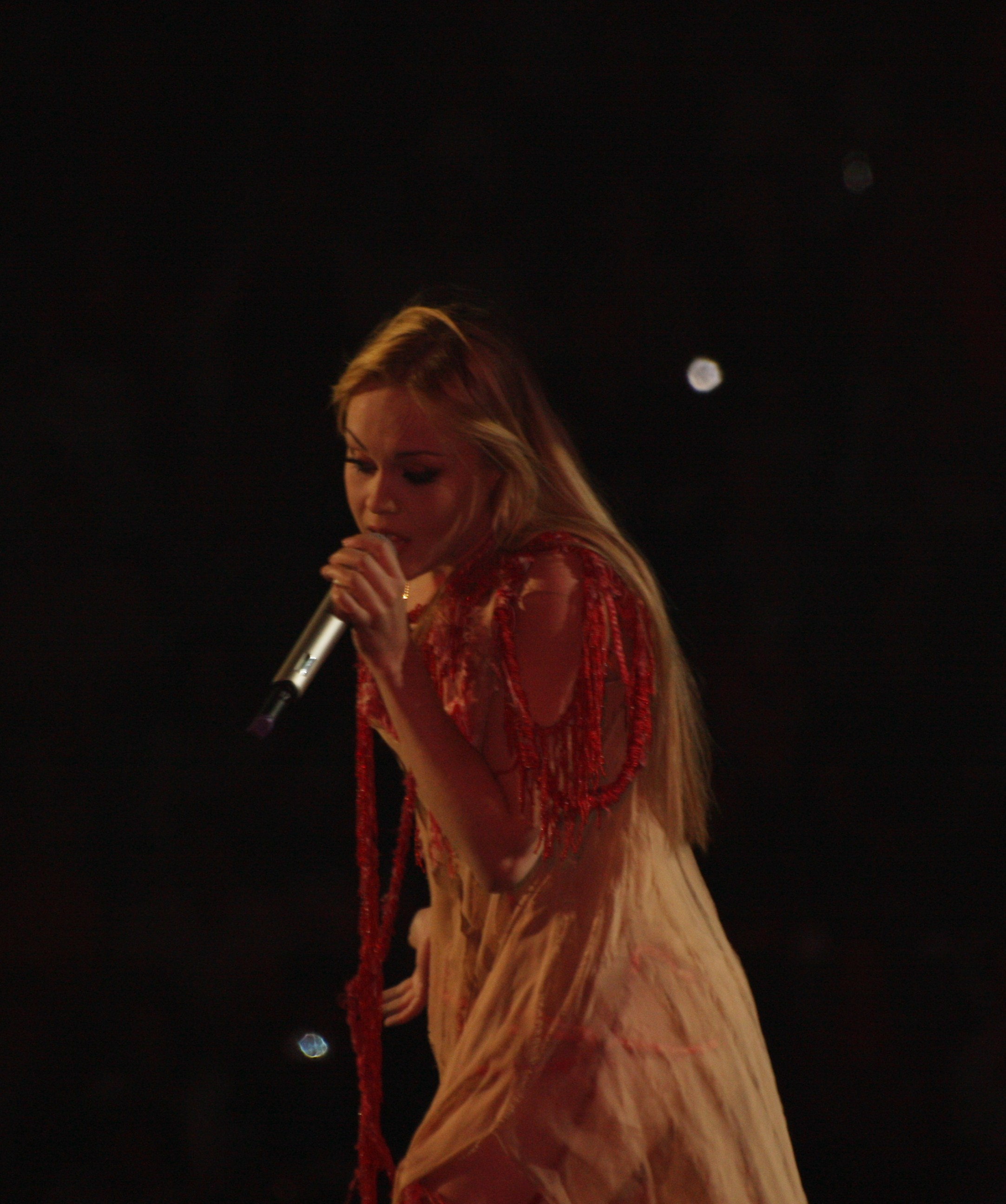
Alosza podczas 55. Konkursu Piosenki Eurowizji w Oslo, maj 2010

W 2010 stacja NTU wzięła udział w 55. Konkursie Piosenki Eurowizji. Pierwotnie na reprezentanta kraju został wybrany wewnętrznie Wasyl Łazarowicz, którego konkursowa piosenka została wybrana przez jurorów i widzów w specjalnym koncercie organizowanym 6 marca w studiu NTU. Z powodu zmiany menedżmentu stacji NTU, zorganizowany został drugi konkurs mający na celu wyłonienie reprezentanta Ukrainy w Konkursie Piosenki Eurowizji. W finale rozegranym 20 marca w Studiu Sawika Szustera w Kijowie, wystąpiło dwudziestu wykonawców: Witalij Kozłowski i Wasyl Łazarowicz, SH & BB (Bryats-Band i Spalahnuw Shifer), Matias, Zakliopki, Iwan Berezowskij, St’Ereo, Irina Rosenfeld, Szanis, Maks Barskich, Władisław Lewickij, Mia, Dazzle Dreams, Masza Sobko, Złata Ogniewicz, Mirra Gold, Natalija Walewska, Julia Voice, El Krawczuk i Alosza. Po zsumowaniu punktów od jurorów i widzów pierwsze miejsce zajęły ex aequo zajęły Masza Sobko i Alosza, która dzięki większemu poparciu jurorów wygrała możliwość reprezentowania Ukrainy w Konkursie Piosenki Eurowizji organizowanym w Oslo. Po finale krajowych eliminacji zwycięska piosenka „To Be Free” została zdyskwalifikowana z konkursu z powodu zbyt wczesnej premiery. Zgodnie z regulaminem Konkursu Piosenki Eurowizji 2010, konkursowy utwór nie mógł być wydany publicznie przed 1 września 2009; piosenka Aloszy ukazała się na jej płycie studyjnej z 2008. Na miejsce „To Be Free” została wybrana inna piosenka – „Sweet People”. Reprezentantka Ukrainy zaprezentowała ją 27 maja 2010 w drugim półfinale Konkursu Piosenki Eurowizji i z siódmego miejsca awansowała do finału. W koncercie finałowym, odbywającym się 29 maja, piosenkarka zajęła dziesiąte miejsce z wynikiem 108 punktów.
W 2011 nadawca NTU wziął udział w 56. Konkursie Piosenki Eurowizji. Reprezentant kraju został wyłoniony poprzez krajowe eliminacje eurowizyjne. Ukraińska stacja po raz pierwszy zdecydowała się na zorganizowanie koncertów ćwierćfinałowych, w których wystąpiło 33 uczestników: Jakow Smirnow, Zakliopki, El Krawczuk, Christina Kim, Aliona Kornejewa, Inna Woronowa, Daria Medowa, Para Normalnych, Eduard Romaniuta, Iwan Berezowskij, Bahroma, MetroPoly10, Neksi, Arina Domski, Witalij Galaj, Matias, Szanis, Natalia Pugaczowa, Żemczug, Armija i Wiera Warłamowa, Ołeksandr Kwarta, Władisław Lewickij, Dasz, Złata Ogniewicz, Anastasija Prychod´ko, Mika Newton, Mila Niticz, Pawło Tabakow, Jamala, Denis Powalij, Maksim Nowickij, Tanja Worżewa i Wroda. Koncerty ćwierćfinałowe odbyły się co tydzień od 31 października do 28 listopada. Z każdej rundy do półfinałów awansowały po trzy piosenki wybrane przez jurorów oraz po jednej, która wygrała w głosowaniu telewidzów. Dodatkowo cztery wyeliminowane piosenki, które zdobyły największe poparcie widzów, otrzymały tzw. „dziką kartę” zapewniającą miejsce w stawce półfinałowej. W półfinałach, które odbyły się 5, 12 i 26 grudnia, wystąpiło 24 uczestników: Bahroma, Żemczug, Witalij Galaj, Neksi, Złata Ogniewicz, Para Normalnych, Tanja Worżewa, Władisław Lewickij, Mika Newton, Iwan Berezowskij, Szanis, Zakliopki, Aliona Korniejewa, Christina Kim, Denis Powalij, Anastasija Prychod´ko, Armija i Wiera Warłamowa, El Krawczuk, Jamala, Eduard Romaniuta, Mila Niticz, Pawło Tabakovw, Daria Medowa i Matias. Do finału zakwalifikowało się po pięciu faworytów jurorów oraz dwóch najwyżej ocenionych przez telewidzów uczestników. 26 lutego w Studiu Sawika Szustera odbył się wielki finał selekcji, w którym wystąpili: Złata Ogniewicz, Daria Medowa, Żemczug, Bahroma, Matias, Jamala, Mila Niticz, Aliona Korniejewa, Denis Powalij, El Krawczuk, Szanis, Witalij Galaj, Mika Newton, Eduard Romaniuta, Tanja Worżewa, Iwan Berezowskij, Zakliopki, Władisław Lewickij i Action. Koncert finałowy, który poprowadzili Sawik Szuster, Gaitana, Irina Rosenfeld, Ewgenija Własowa, Olesia Bacman, Irina Żurawska, Timur Mirosznyczenko i Tatjana Gonczarowa, wygrała Mika Newton z piosenką „Angel”. Niedługo po zakończeniu finału selekcji w mediach pojawiła się informacja o zmanipulowaniu wyników selekcji na korzyść Newton. Przez liczne kontrowersje krajowy nadawca postanowił zorganizować nowy finał krajowych eliminacji z udziałem zwyciężczyni oraz pozostałych dwóch finalistek eliminacji, czyli Jamali i Złaty Ognewycz. Nowego reprezentanta mieli wybrać telewidzowie. Ostatecznie zdobywczynie drugiego i trzeciego miejsca w eliminacjach zrezygnowały z udziału w nowym finale, dzięki czemu Ukrainę w Konkursie Piosenki Eurowizji reprezentowała Mika Newton. 12 maja wystąpiła w drugim półfinale Konkursu Piosenki Eurowizji organizowanego w Düsseldorfie i z szóstego miejsca awansowała do finału. W finale, który odbył się 14 maja, Mika Newton wystąpiła jako dwudziesta trzecia w kolejności i zajęła ostatecznie czwarte miejsce po zdobyciu 159 punktów, w tym m.in. maksymalnych not 12 punktów z Armenii, Azerbejdżanu i Słowacji.
W 2012 nadawca NTU brał udział w 57. Konkursie Piosenki Eurowizji. Reprezentant Ukrainy został wybrany za pośrednictwem krajowych eliminacji eurowizyjnych, których finał odbył się 18 lutego w studiu NTU. Do rywalizacji zostało zakwalifikowanych dwudziestu jeden uczestników: Olga Szanis, Witalij Galaj, Maks Barskich, Ola Polakowa, Eduard Romaniuta, Liogkij Flirt, Igor Tatarenko, Michaiło Grickan, Masza Sazonowa i Tichon Lewczenko, Marta, Gaitana, Oksana Nesterenko, Rapira, Andrij Bogomolets, BONDarczuk, Renata, Treeorange, Nierealnyje, Uliana Rudakowa, Marietta i Lena Vołoszina. Finał, który prowadzili Timur Mirosznyczenko i Tetiana Terechowa, głosami widzów i jurorów wygrała Gaitana z utworem „Be My Guest”. 24 maja wystąpiła w drugim półfinale Konkursu Piosenki Eurowizji organizowanego w Baku i z ósmego miejsca awansowała do finału. W koncercie finałowym, który został rozegrany 26 maja, Gaitana wystąpiła jako przedostatnia, 25. w kolejności i zajęła piętnaste miejsce z 65 punktami na koncie.

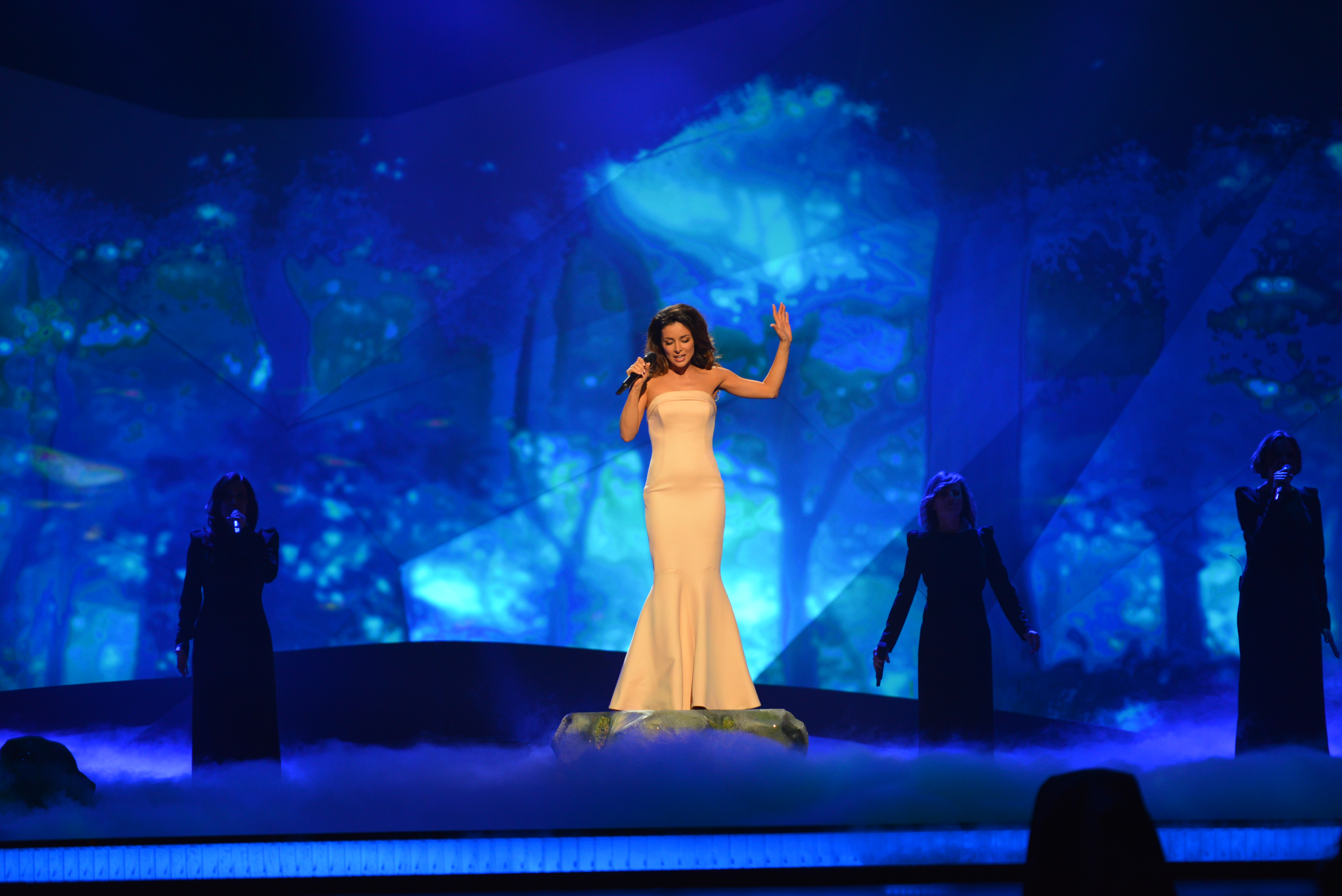
Złata Ogniewicz podczas 58. Konkursu Piosenki Eurowizji w Malmö, maj 2013

W 2013 stacja NTU potwierdziła udział w 58. Konkursie Piosenki Eurowizji. Reprezentantem kraju został zwycięzca finału krajowych eliminacji, który został rozegrany 23 grudnia 2012 w studiu NTU. W koncercie, który poprowadzili Timur Mirosznyczenko, Tetiana Terechowa i Tatiana Gonczarowa, wzięło udział dwudziestu wykonawców: Oksana Pekun i Maksim Nowickij (wycofali się z konkursu po zaprezentowaniu piosenki na scenie), Marija Jaremczuk, Marietta, Dmitry Jaremczuk, Inesz, Złata Ogniewicz, Emotion, Gwozdiwczanka, RealIwanna, Tetjana Szirko, TriNiti, Ana Stesija, Alina Grosu, Dasza Medowa, Lena Kornejewa, Angelija, Eduard Romaniuta, Matwiej Wermijenko, DiO.Filmi i Dima Skalozubow. Głosami widzów i jurorów pierwsze miejsce zajęła Złata Ogniewicz z utworem „Gravity”. 14 maja wystąpiła w pierwszym półfinale Konkursu Piosenki Eurowizji organizowanego w Malmö i z trzeciego miejsca awansowała do sobotniego finału. 18 maja wystąpiła w wielkim finale konkursu i zajęła w nim trzecie miejsce z 214 punktami na koncie, w tym m.in. z maksymalnymi notami 12 punktów z Białorusi, Chorwacji, Mołdawii, Armenii i Azerbejdżanu. Piosenkarce na scenie towarzyszył jeden z najwyższych ludzi na świecie – Igor Wowkowiński.

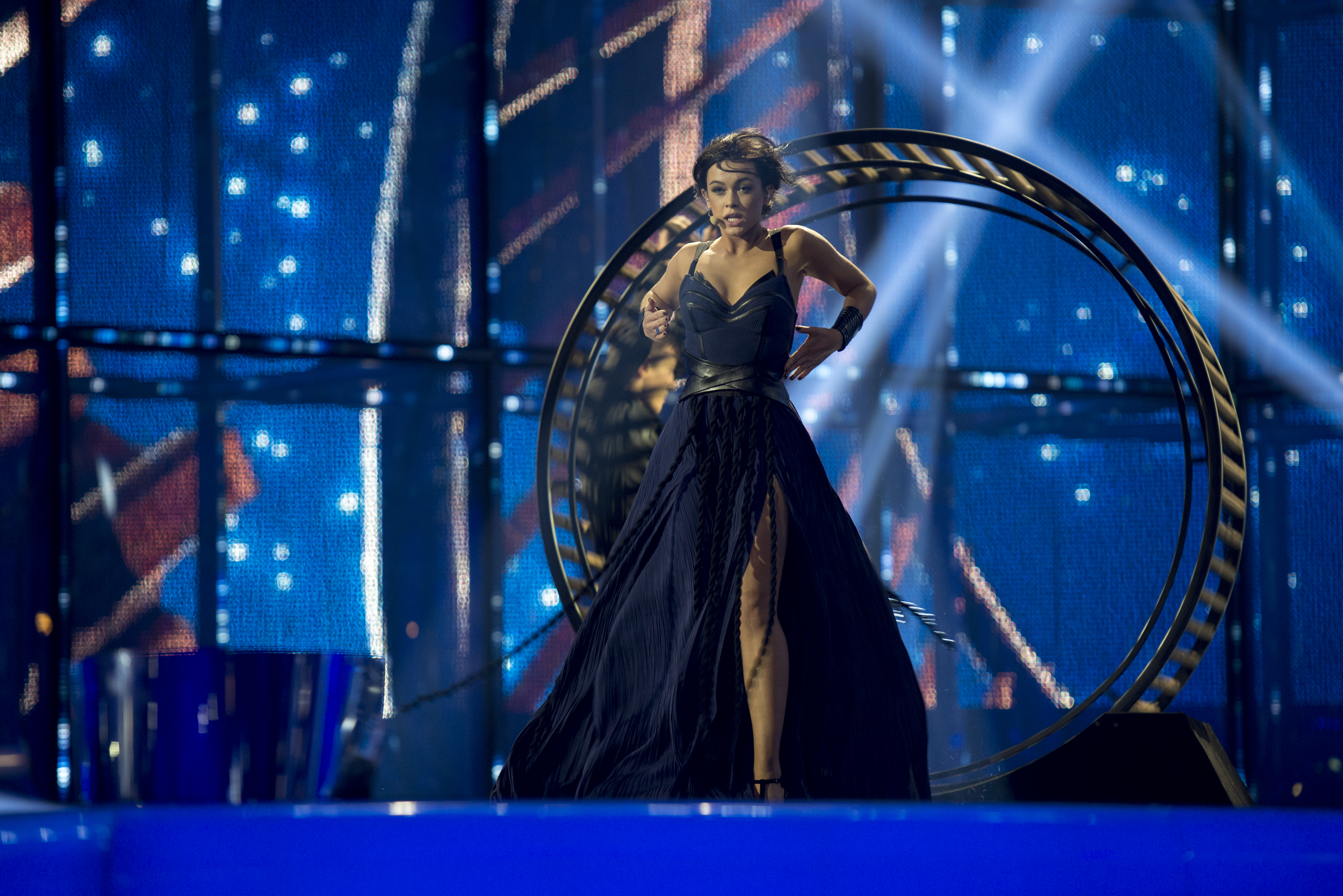
Marija Jaremczuk podczas 59. Konkursu Piosenki Eurowizji w Kopenhadze, maj 2014

W październiku 2013 krajowy nadawca NTU potwierdził swój udział w 59. Konkursie Piosenki Eurowizji. Reprezentantem kraju po raz kolejny został laureat krajowych eliminacji eurowizyjnych. Finał selekcji odbył się 21 grudnia 2013 w studiu NTU, wzięło w nim udział dwudziestu wykonawców: Anna-Mariya, Roman Polonski, Uli Rud, Marietta, Stas Szurins, Anatolij Szparow, Natalija Walewska, Lissa Wassabi, Wołodimir Tkaczenko, Szanis, Wiktorija Petryk, Jewgen Litwinkowycz, NieAngeły, Illaria, Tetjana Szirko, Tania BerQ, Marija Jaremczuk, Wiktor Romanczenko, Anna Chodorowska i Lubimow. Finał selekcji, który prowadzili Timur Mirosznyczenko i Tetjana Terechowa, głosami widzów i jurorów wygrała Marija Jaremczuk z utworem „Tick-Tock”. Po finale krajowych eliminacji zwycięzca piosenka została odświeżona. 6 maja piosenkarka zaprezentowała nową wersję utworu w pierwszym półfinale Konkursu Piosenki Eurowizji organizowanego w Kopenhadze i z piątego miejsca awansowała do finału. W koncercie finałowym, który został rozegrany 10 maja, Marija Jaremczuk wystąpiła jako pierwsza w kolejności i zajęła ostatecznie szóste miejsce ze 113 punktami na koncie. Podczas prezentacji na scenie piosenkarce towarzyszył Igor Kuleszyn tańczący na kołowrotku.

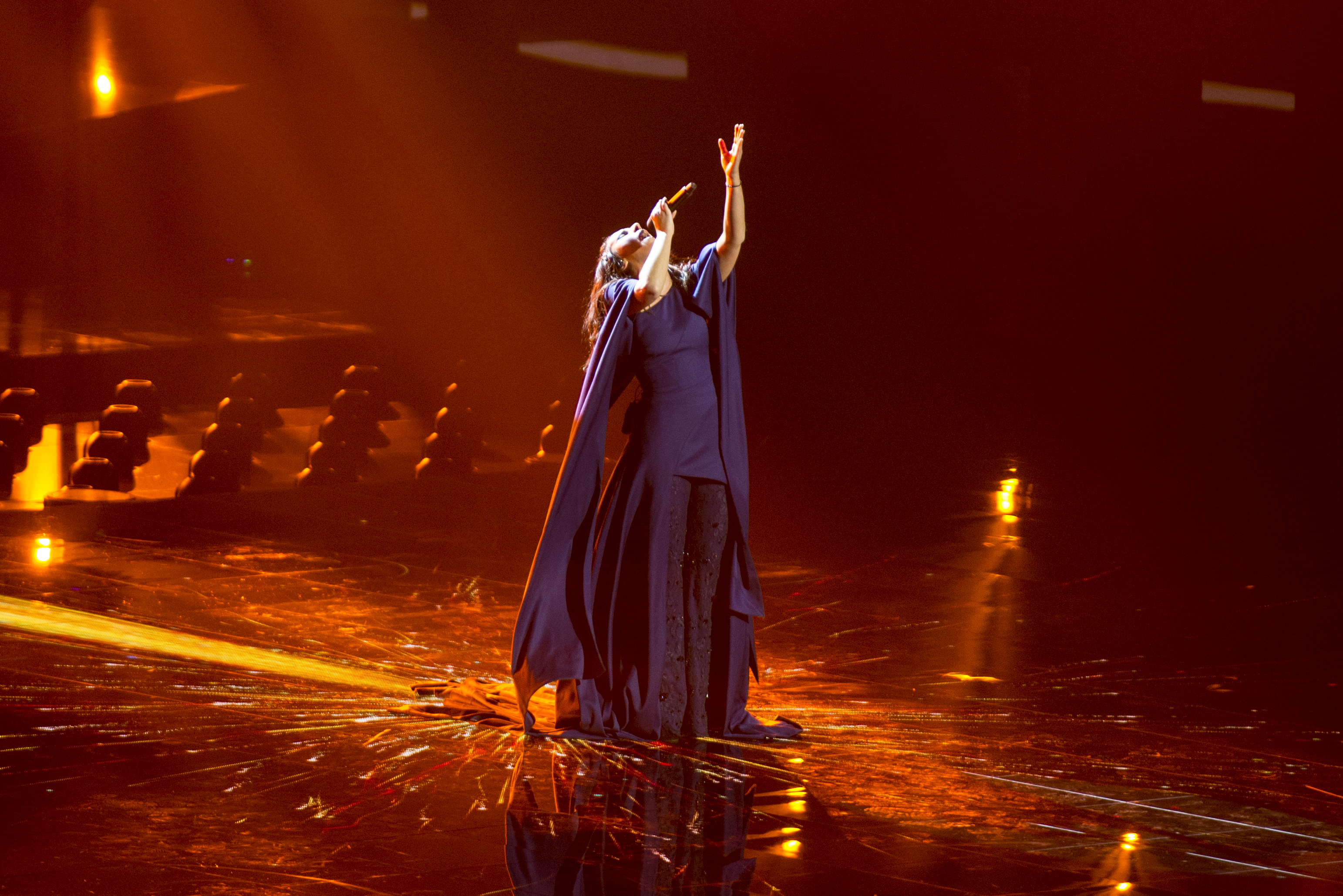
Jamala podczas 61. Konkursu Piosenki Eurowizji w Sztokholmie, maj 2016

We wrześniu 2014 stacja NTU ogłosiła, że nie weźmie udziału w 60. Konkursie Piosenki Eurowizji organizowanym w Wiedniu. Telewizja tłumaczyła swoją decyzję problemami finansowymi związanymi z konfliktem ukraińsko-rosyjskim i skierowaniem głównych środków publicznych na armię, służbę zdrowia oraz walkę z prorosyjskimi separatystami. Przy okazji telewizja wyraziła nadzieję na udział w konkursie w 2016. W maju 2015 stacja NTU potwierdziła udział w 61. Konkursie Piosenki Eurowizji w Sztokholmie. Reprezentant kraju został wybrany za pośrednictwem krajowych eliminacji eurowizyjnych, które podzielono na dwa półfinały, które odbyły się 6 i 13 lutego 2016 w Pawilonach STB w Hostomelu, oraz finał rozgrywany 21 lutego. Producentem muzycznym koncertów był Konstantin Meladze, a prowadzili je Dmitrij Tankowicz i Aleksander Pedan. W selekcjach wzięło udział 18 wykonawców: Anastasija Prychod´ko, The Hardkiss, Tonia Matwienko, Władisław Kurasow, Ławika, Jamala, Aida Nikołajczuk, Switłana Tarabarowa, Brunettes Shoot Blondes, Arkadij Wojtiuk, Alloise, Japanda, NuAngels, Pur:Pur, Peaks of Kings, Wiktorija Petryk, Pringlez i SunSay. Do finału awansowało po trzech wykonawców z każdego półfinału, którzy zdobyli największą liczbę punktów od jurorów i widzów. W koncercie finałowym, który odbył się 21 lutego, wystąpili: Brunettes Shoot Blondes, NuAngels, The Hardkiss, Jamala, SunSay i Pur:Pur. Po zsumowaniu głosów jurorów i telewidzów pierwsze miejsce zajęli ex aequo The Hardkiss i Jamala, która wygrała głosowanie widzów, dzięki czemu została okrzyknięta zwyciężczynią eliminacji. Po finale krajowych selekcji zwycięska piosenka wywołała kontrowersje z powodu politycznych odniesień historycznych w tekście – utwór „1944” opowiadał o losach Tatarów krymskich podczas II wojny światowej, ich deportacji z kraju w 1944 oraz o sytuacji związanej z aneksją Krymu przez Rosję w 2014. Skandal doprowadził do próby zablokowania występu Ukrainy przez rosyjskich deputowanych, w tym m.in. wiceszefa komisji ds. informacji Wadima Diengina. Ostatecznie piosenka została dopuszczona do udziału w konkursie. 12 maja Jamala wystąpiła w drugim półfinale konkursu i z drugiego miejsca awansowała do finału. W wielkim finale, który został rozegrany 14 maja, zajęła pierwsze miejsce z wynikiem 534 punktów, w tym 211 punktów od jurorów (2. miejsce) i 323 punktów od telewidzów (2. miejsce). Po finale konkursu Jamala otrzymała Nagrodę Artystyczną im. Marcela Bezençona.

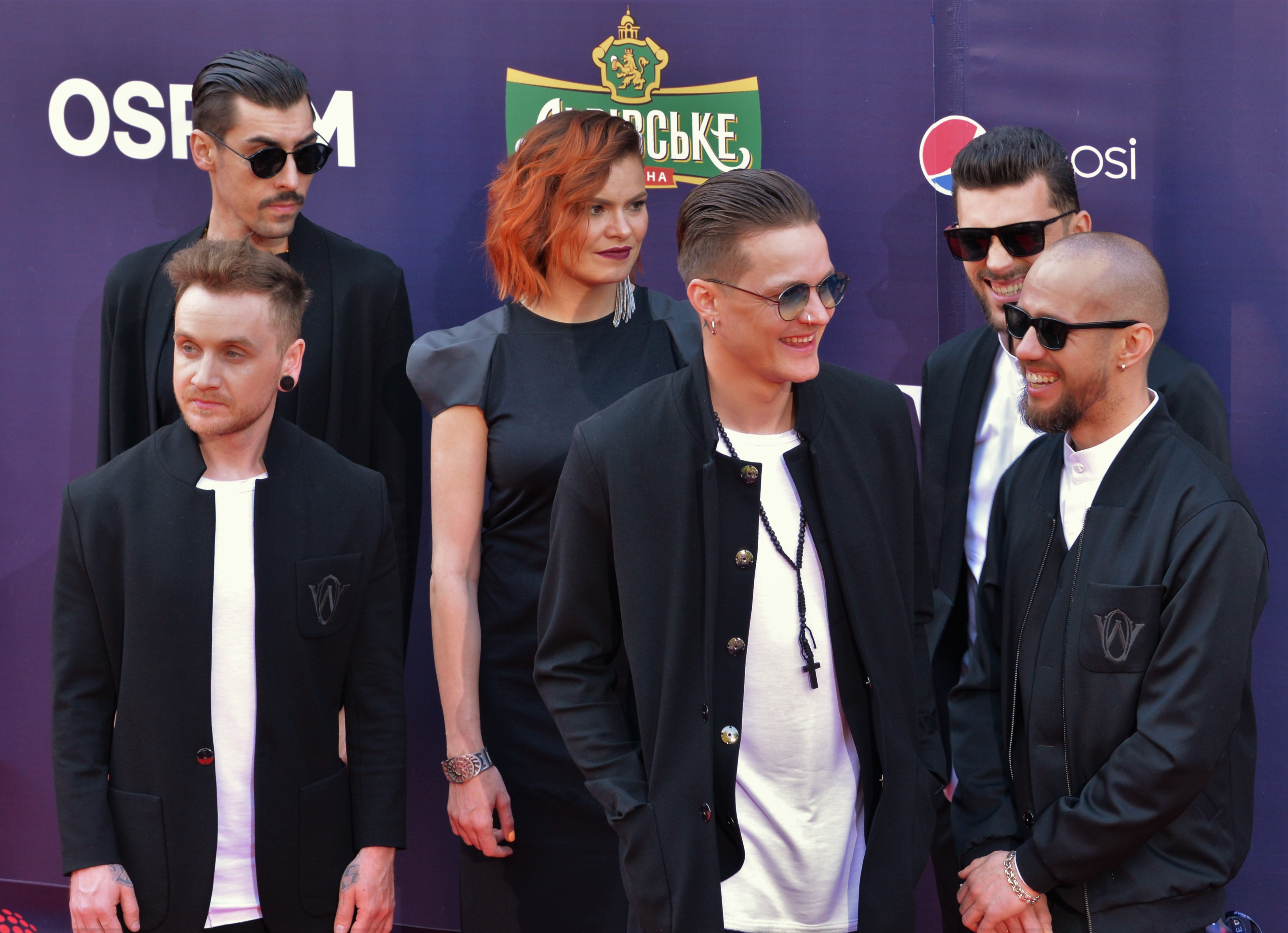
O.Torvald na uroczystości otwarcia 62. Konkursu Piosenki Eurowizji w Kijowie, maj 2017

Dzięki wygranej Jamali w finale konkursu w 2016, 62. Konkurs Piosenki Eurowizji odbył się na Ukrainie. Reprezentant Ukrainy został wyłoniony poprzez krajowe eliminacje eurowizyjne. Do stawki selekcji dopuszczono 24 wykonawców, którzy zostali podzieleni na trzy półfinały, które odbyły się 4, 11 i 18 lutego 2017 w Kijowskim Instytucie Politechniki. Producentem muzycznym konkursu ponownie został Konstantin Meladze. Głosami widzów i jurorów do finału awansowało po dwóch uczestników z każdego koncertu półfinałowego. Finalistami zostali: Salto Nazad, Melovin, O.Torvald, Illaria, Tayanna i Rożden. 25 lutego wystąpili w finale konkursu, którego prowadzącym został Sergij Prytula. Po zsumowaniu głosów jurorów i telewidzów pierwsze miejsce zajęli ex aequo Tayanna oraz zespół O.Torvald, który zajął lepsze miejsce w głosowaniu widzów (zajęli 2. miejsce, a Tayanna – 3. miejsce), dzięki czemu został ogłoszony reprezentantem gospodarza 62. Konkursu Piosenki Eurowizji. Jako reprezentant kraju-gospodarza, zespół O.Torvald miał zapewnione miejsce w finale widowiska. 13 maja wystąpił w finale konkursu i zajął 24. miejsce z 36 punktami na koncie, w tym 24 punkty od telewidzów (17. miejsce) i 12 pkt od jurorów (24. miejsce), zajmując tym samym najniższy wynik w historii udziału Ukrainy w konkursie.
W sierpniu 2017 ukraińska telewizja potwierdziła udział w 63. Konkursie Piosenki Eurowizji. W październiku ogłosiła zasady krajowych eliminacji i rozpoczęła zgłoszenia do konkursu. Producentem muzycznym widowiska został kompozytor Rusłan Kwinta. Eliminacje zostały podzielone na dwa półfinały (10 i 17 lutego) oraz finał (24 lutego). Wszystkie koncerty odbyły się w Pałacu Kultury w Kijowie, poprowadził je Serhij Prytula. W styczniu 2018 ogłoszono listę półfinalistów konkursu, którymi zostali: Constantine, Dilemma, Illaria, Ingret Kostenko, Julinoza, Kadnay, Kazka, Kozak System, Laud, Mélovin, Mountain Breeze, Pur:Pur, Serhij Babkin, Tayanna, The Erised, The Vyo, Vil’na i Yurcash. Uczestnicy zostali podzieleni na dwa półfinały, a do finału awansowali wykonawcy z największym poparciem telewidzów oraz komisji jurorskiej, w której skład weszli: Jamala, Andrij Danyłko i Ewgen Filatow. Do finału awansowali: Laud, Vil’na, The Erised (pierwszy półfinał), Mélovin, Tayanna i Kadnay (drugi półfinał). Finał selekcji wygrał Mélovin z piosenką „Under the Ladder”, za którą zdobył łącznie 11 punktów w głosowaniu telewidzów (1. miejsce) i jurorów (2. miejsce), dzięki czemu został ogłoszony reprezentantem Ukrainy w 63. Konkursie Piosenki Eurowizji w Lizbonie. 10 maja wystąpił jako ostatni, 18. w kolejności w drugim półfinale konkursu i z szóstego miejsca awansował do finału rozgrywanego 12 maja. Wystąpił w nim z pierwszym numerem startowym i zajął 17. miejsce po zdobyciu 130 punktów w głosowaniu jurorów (ostatnie, 26. miejsce) i telewidzów (7. miejsce).
W sierpniu 2018 ukraińska telewizja potwierdziła chęć udziału w 64. Konkursie Piosenki Eurowizji w Tel Awiwie. Reprezentant kraju ponownie został wyłoniony przez krajowe eliminacje Widbir. Do selekcji dopuszczonych zostało 16 wykonawców, tj.: КiRA MaZUR, Juko, CeSzo, Brunettes Shoot Blondes, Anna Maria, Ivan Navi, Tayanna, Wierka Kekelia, The Hypnotunez, Braii, Chajat, Letaj, Kazka, Bahroma, Freedom Jazz i Laud. Przed rozegraniem półfinałów z rywalizacji wycofała się Tayanna, a jej miejsce w stawce zajęła Maruv. Uczestnicy zostali podzielieni na dwa półfinały, które rozegrano 9 i 16 lutego. Do finału rozgrywanego 23 lutego awansowali wykonawcy z największym poparciem telewidzów oraz komisji jurorskiej, w której skład weszli: Jamala, Andrij Danyłko i Ewgen Filatow. W finale wystąpili: Juko, Brunettes Shoot Blondes, Anna Maria, Kazka, Maruv i Freedom Jazz. Finał konkursu wygrała Maruv z piosenką „Siren Song”. Po ogłoszeniu wyników prywatna stacja telewizyjna STB, organizująca selekcje we współpracy z nadawcą publicznym Perszyj kanał (UA:Perszyj), wydała oświadczenie, w którym podkreśliła, że reprezentant kraju zostanie zatwierdzony po podpisaniu kontraktu z UA:Perszyj. Dzień po koncercie nadawca poinformował, że Maruv nie będzie reprezentować kraju w związku z nieporozumieniem się z władzami telewizji. W oświadczeniu dla mediów piosenkarka wyjaśniła, że nie zgodziła się na warunki kontraktu proponowanego przez telewizję, który miał m.in. uniemożliwić jej samodzielne podejmowanie działań promocyjnych oraz zakazać kontaktów z dziennikarzami bez konsultacji z nadawcą. 27 lutego Perszyj kanał poinformował o wycofaniu się z konkursu.

### Od 2020
Ukraiński nadawca potwierdził udział w 65. Konkursie Piosenki Eurowizji, a swojego reprezentanta znów wybrał za pośrednictwem formatu Widbir. Finał selekcji odbył się 22 lutego, w którym wystąpiło sześciu uczestników: Krutь, Jerry Heil, Go_A, David Axelrod, Khayat i Tvorchi. Największe poparcie zdobył zespół Go A z utworem „Sołowej”, dzięki czemu zostali reprezentantem Ukrainy. 18 marca organizator konkursu poinformował o odwołaniu wydarzenia z powodu pandemii COVID-19. 18 marca 2020 nadawcy UA:PBC potwierdzili, że Go A pozostanie ukraińskim reprezentantem na Konkurs Piosenki Eurowizji 2021. Grupa nadesłała trzy piosenki: „Rano”, „Szum” i „Czerkowka”. Decyzją komisji wybrany został utwór „Szum”. 18 maja wystąpili z piętnastym numerem startowym w pierwszym półfinale konkursu i z drugiego miejsca zakwalifikowali się do finału, który został rozegrany 22 maja. Wystąpili w nim z dziewiętnastym numerem startowym i zajęli 5. miejsce po zdobyciu 364 punktów w tym 267 punktów od telewidzów (2. miejsce) i 97 pkt od jurorów (9. miejsce).

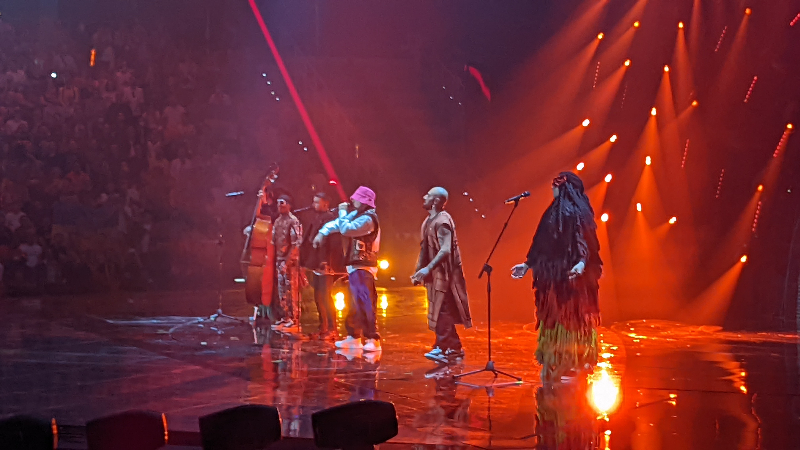
Kalush Orchestra podczas występu w pierwszym półfinałe 66. Konkursu Piosenki Eurowizji, maj 2022

Pod koniec sierpnia 2021 ogłoszono, że telewizja NSTU zakończyła współpracę z nadawcą STB, który 8 października ogłosił plany zorganizowania krajowych eliminacji mających wyłonienie reprezentanta Ukrainy na 66. Konkurs Piosenki Eurowizji. 29 grudnia potwierdzono, że koncert finałowy wyprodukuje firma Friends Pro TV. Same selekcje rozegrały się trzyetapowo: najpierw uruchomiono internetowe zgłoszenia, spośród których telewizja wyłoniła 27 kandydatów; ci następnie wzięli udział w przesłuchaniach, a osiem najlepiej ocenionych propozycji zostało zakwalifikowanych do finału eliminacji. Finalistami konkursu zostali: Alina Pasz, Cloudless, Kalush Orchestra, Michael Soul, Our Atlantic, Roxalana i Wellboy oraz Laud, który jednak po ogłoszeniu listy został zdyskwalifikowany z udziału za naruszenie regulaminu (jego konkursowy utwór „Head Under Water” został wydany już w 2018), a jego miejsce w stawce zajął Barleben. 12 lutego 2022 odbył się koncert finałowy, w którym zwycięzcę wybierali telewidzowie oraz jurorzy. W głosowaniu wygrała Alina Pasz z piosenką „Tini zabutych predkiw”, jednak już dwa dni później bloger Serhii Sternenko ujawnił informacje, według których Pasz wjechała na Krym z terytorium Rosji w 2015, oraz wraz ze swoim zespołem sfałszowała dokumenty podróżne, aby wziąć udział w eurowizyjnych eliminacjach. 16 lutego artystka ogłosiła na Instagramie, że Państwowa Służba Graniczna nie była w stanie dostarczyć jej nowego zaświadczenia na dowód wjazdu na Krym, o co poprosiła w następstwie kontrowersji, ponieważ powiązane dokumenty są przechowywane tylko przez pięć lat. Wkrótce później Pasz ogłosiła wycofanie swojej kandydatury jako reprezentantka Ukrainy w Konkursie Piosenki Eurowizji. Ostatecznie na konkurs pojechali zdobywcy drugiego miejsca w eliminacjach – Kalush Orchestra z utworem „Stefania”. Reprezentanci byli typowani w zakładach bukmacherskich do wygrania 66. Konkursu Piosenki Eurowizji. 10 maja wystąpili jako szóści w kolejności w pierwszym półfinale konkursu i z pierwszego miejsca zakwalifikowali się do finału, który został rozegrany 14 maja. Wystąpili w nim z dwunastym numerem startowym i zajęli pierwsze miejsce z wynikiem 631 punktów, w tym 192 punkty od jurorów (4. miejsce) i 439 punktów od telewidzów (1. miejsce).

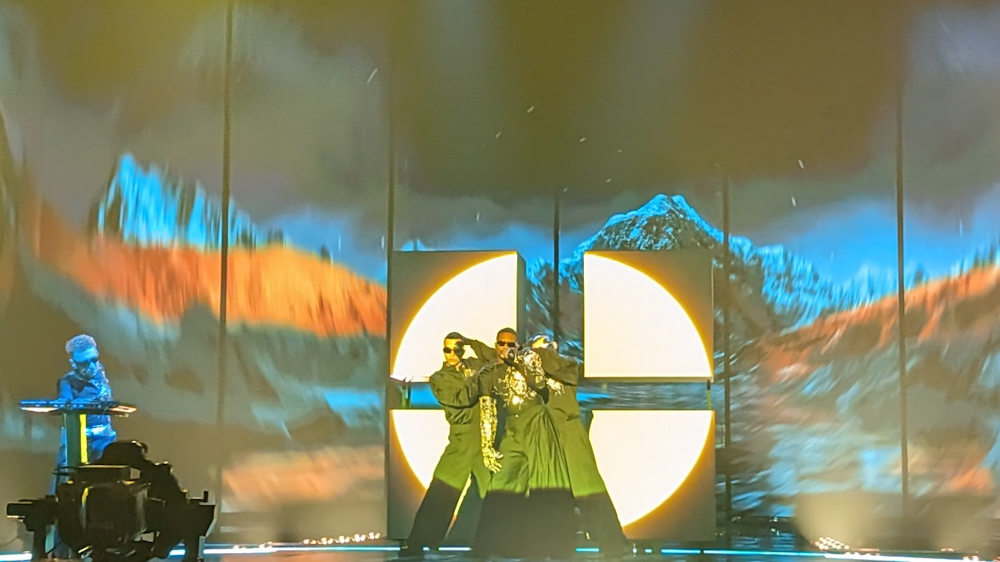
Tvorchi podczas próby generalnej finału 67. Konkursu Piosenki Eurowizji, maj 2023

17 maja Mykoła Czernotycki, przewodniczący NSTU, stwierdził, że nadawca zrobi wszystko co możliwe, aby przeprowadzić Konkurs Piosenki Eurowizji 2023 w kraju, a w czerwcu ukraiński rząd utworzył komitet, który miał wspomóc organizację. 17 czerwca EBU ogłosiła, że z powodu rosyjskiej inwazji na Ukrainę przygotowania do konkursu nie będą mogły odbyć się z planem, przez co konkurs nie odbędzie się na Ukrainie, a organizacja rozpocznie rozmowy z brytyjskim nadawcą BBC, który w konkursie w 2022 zajął 2. miejsce. W odpowiedzi Czernotycki oraz Tkaczenko wraz z ukraińskimi zwycięzcami Eurowizji Rusłaną, Dżamałą i Ołehem Psiukiem wydali wspólne oświadczenie, w którym domagali się dalszych rozmów z EBU w sprawie organizacji imprezy na Ukrainie, ale 23 czerwca EBU wydała kolejne oświadczenie, w którym utrzymała swoją decyzję o braku organizacji konkursu na Ukrainie, podkreślając względy bezpieczeństwa, a jednocześnie wzywając do nieupolitycznienia procesu wyboru kraju gospodarza. Wraz z ogłoszeniem mówiącym o organizacji konkursu poza Ukrainą EBU ogłosiła, że jej zamiarem jest odzwierciedlenie zwycięstwa Ukrainy podczas konkursu w 2023, oraz że ten czynnik będzie kluczowy oraz priorytetowy. Reprezentant kraju w konkursie ponownie został wyłoniony przez krajowe eliminacje Widbir. Finalistami konkursu zostali: 2Tone, Anhełina Terennikowa, Demczuk, Fiinka, Jerry Heil, Krutь, Moisei, OY Sound System, Tember Blanche oraz Tvorchi. 17 grudnia 2022 odbył się koncert finałowy, w którym zwycięzcę wybierali telewidzowie za pomocą aplikacji Dija oraz jurorzy. W głosowaniu wygrał duet Tvorchi z piosenką „Heart of Steel”, uzyskując tym samym prawo do reprezentowania Ukrainy w konkursie. Jako reprezentant kraju-gospodarza, duet Tvorchi mieli zapewnione miejsce w finale widowiska, wystąpili z dziewiętnastym numerem startowym i ostatecznie zajęli 6. miejsce po zdobyciu 243 punktów w tym 54 punkty od jurorów (15. miejsce) i 189 punktów od telewidzów (4. miejsce).

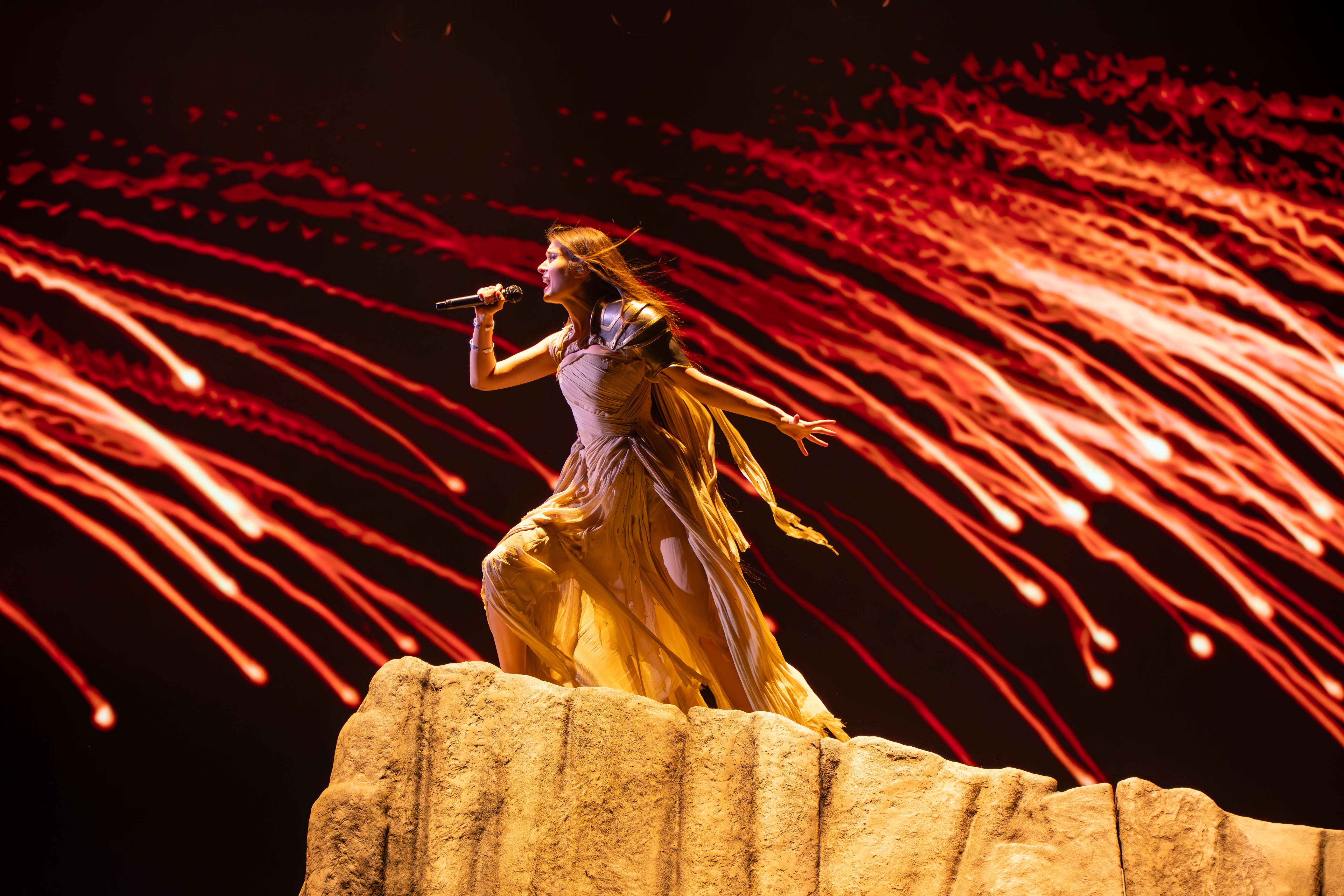
Jerry Heil podczas próby generalnej finału 68. Konkursu Piosenki Eurowizji, maj 2024

7 lipca 2023 telewizja potwierdziła udział w Konkursie Piosenki Eurowizji 2024. Reprezentant kraju w konkursie ponownie został wyłoniony przez krajowe eliminacje Widbir. Finalistami ukraińskich preselekcji zostali: Nazva, Nahaba, Drevo, Anka, Skylerr, Ingret, Yagody, Yaktak, Mélovin, Ziferblat oraz duet Alyona Alyona i Jerry Heil. 3 lutego został rozegrany koncert finałowy, w którym zwycięzca miał zostać wybrany przez telewidzów za pomocą aplikacji Dija oraz jurorów. Ze względu na problemy techniczne z aplikacją, koncert musiał zostać przerwany, a zwycięzca został wybrany dzień później. W głosowaniu wygrał duet Alyona Alyona i Jerry Heil z piosenką „Teresa & Maria” uzyskując tym samym prawo do reprezentowania Ukrainy w konkursie. 7 maja wystąpiły jako piąte w kolejności w pierwszym półfinale konkursu i z drugiego miejsca zakwalifikowały się do finału, który został rozegrany 11 maja. Wystąpiły w nim z drugim numerem startowym i zajęły trzecie miejsce zdobywszy 453 punktów, w tym 146 pkt od jurorów (5. miejsce) i 307 pkt od telewidzów (3. miejsce).

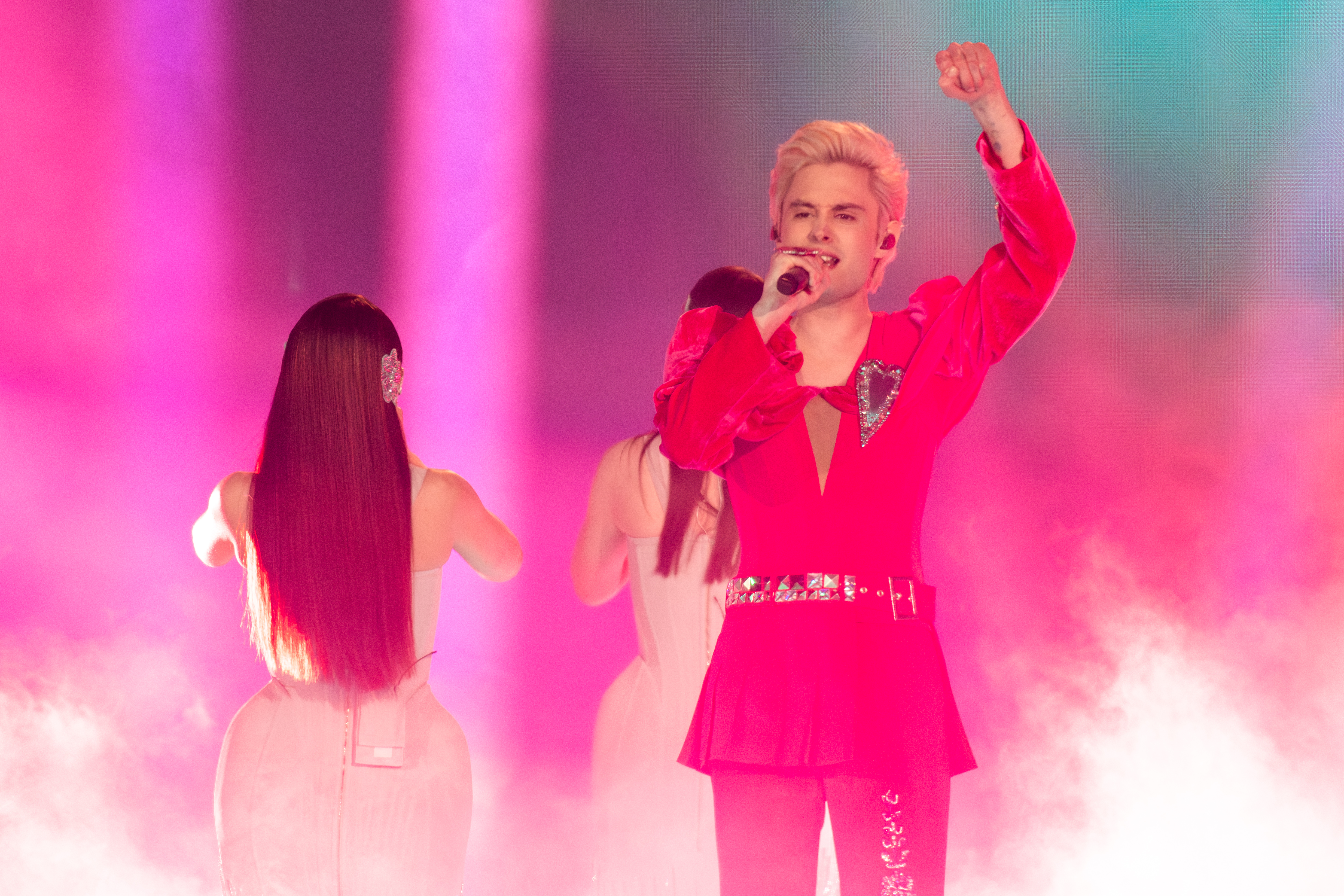
Danyjił Łeszczynski z zespołu Ziferblat podczas występu w pierwszym półfinale 69. Konkursu Piosenki Eurowizji, maj 2025

10 września 2024 ukraiński nadawca Suspilne potwierdził udział w 69. Konkursie Piosenki Eurowizji odbywającym się w Bazylei. Potwierdzono również, że reprezentant zostanie ponownie wybrany za pomocą preselekcji Widbir, których producentką muzyczną została Tina Karol (reprezentantka Ukrainy podczas konkursu w 2006 roku). Finalistami preselekcji zostali: Fiïnka, Future Culture, Khayat, Krylata, Molodi, Ziferblat, Abiie, DK Enerhetyk, Masza Kondratenko oraz Wład Szeryf. 8 lutego odbył się koncert finałowy, który zwyciężył zespół Ziferblat z piosenką „Bird of Pray”, uzyskując tym samym prawo do reprezentowania Ukrainy w konkursie. 13 maja zespół wystąpił jako piąty w kolejności w pierwszym półfinale i z 1. miejsca awansował do finału. W finale, który odbył się 17 maja zdobyli 218 punktów, w tym 60 od jurorów (14. miejsce ex aequo z Izraelem) oraz 158 od telewidzów (6. miejsce), ostatecznie zajmując 9. miejsce.
13 sierpnia 2025 ukraiński nadawca publiczny Suspilne zorganizował spotkanie z fanami konkursu, podczas którego została omówiona kwestia możliwego ulepszenia formatu Widbir, który służył przez ostatnie lata jako metoda wyboru reprezentanta kraju. Niemniej jednak Suspilne poinformowało, że udział Ukrainy w konkursie w 2026 roku nie został jeszcze potwierdzony.

## Uczestnictwo
Ukraina uczestniczy w Konkursie Piosenki Eurowizji od 2003. Poniższa tabela uwzględnia nazwiska wszystkich ukraińskich reprezentantów, tytuły konkursowych piosenek oraz wyniki w poszczególnych latach.
| Rok  | Artysta                    | Piosenka                                                                | Język                                                                 | Finał              | Finał              | Półfinał                | Półfinał                |
| Rok  | Artysta                    | Piosenka                                                                | Język                                                                 | Miejsce            | Punkty             | Miejsce                 | Punkty                  |
| ---- | -------------------------- | ----------------------------------------------------------------------- | --------------------------------------------------------------------- | ------------------ | ------------------ | ----------------------- | ----------------------- |
| 2003 | Oleksandr Ponomariow       | „Hasta la vista”                                                        | angielski                                                             | 14                 | 30                 | Brak rundy półfinałowej | Brak rundy półfinałowej |
| 2004 | Rusłana                    | „Wild Dances”                                                           | angielski, ukraiński                                                  | 1                  | 280                | 2                       | 256                     |
| 2005 | Gryndżoły                  | „Razom nas bahato, nas ne podołaty” (Разом нас багато, нас не подолати) | ukraiński, polski, niemiecki, hiszpański, czeski, francuski, rosyjski | 19                 | 30                 | Organizator             | Organizator             |
| 2006 | Tina Karol                 | „Show Me Your Love”                                                     | angielski                                                             | 7                  | 145                | 7                       | 146                     |
| 2007 | Wierka Serdiuczka          | „Dancing Lasha Tumbai”                                                  | niemiecki, angielski, ukraiński, surżyk                               | 2                  | 235                | Top 10                  | Top 10                  |
| 2008 | Ani Lorak                  | „Shady Lady”                                                            | angielski                                                             | 2                  | 230                | 1                       | 152                     |
| 2009 | Switłana Łoboda            | „Be My Valentine (Anti-Crisis Girl)”                                    | angielski                                                             | 12                 | 76                 | 6                       | 80                      |
| 2010 | Alosza                     | „Sweet People”                                                          | angielski                                                             | 10                 | 108                | 7                       | 77                      |
| 2011 | Mika Newton                | „Angel”                                                                 | angielski                                                             | 4                  | 159                | 6                       | 81                      |
| 2012 | Gaitana                    | „Be My Guest”                                                           | angielski                                                             | 15                 | 65                 | 8                       | 64                      |
| 2013 | Złata Ogniewicz            | „Gravity”                                                               | angielski                                                             | 3                  | 214                | 3                       | 140                     |
| 2014 | Marija Jaremczuk           | „Tick-Tock”                                                             | angielski                                                             | 6                  | 113                | 5                       | 118                     |
| 2015 | Brak reprezentanta         | Brak reprezentanta                                                      | Brak reprezentanta                                                    | Brak reprezentanta | Brak reprezentanta | Brak reprezentanta      |                         |
| 2016 | Dżamała                    | „1944”                                                                  | angielski, krymskotatarski                                            | 1                  | 534                | 2                       | 287                     |
| 2017 | O.Torvald                  | „Time”                                                                  | angielski                                                             | 24                 | 36                 | Organizator             | Organizator             |
| 2018 | Mélovin                    | „Under the Ladder”                                                      | angielski                                                             | 17                 | 130                | 6                       | 179                     |
| 2019 | Maruv                      | „Siren Song”                                                            | angielski                                                             | Rezygnacja         | Rezygnacja         | Rezygnacja              | Rezygnacja              |
| 2020 | Go A                       | „Sołowej” (Соловей)                                                     | ukraiński                                                             | Konkurs odwołany   | Konkurs odwołany   | Konkurs odwołany        | Konkurs odwołany        |
| 2021 | Go A                       | „Szum” (Шум)                                                            | ukraiński                                                             | 5                  | 364                | 2                       | 267                     |
| 2022 | Kalush Orchestra           | „Stefania”                                                              | ukraiński                                                             | 1                  | 631                | 1                       | 337                     |
| 2023 | Tvorchi                    | „Heart of Steel”                                                        | angielski, ukraiński                                                  | 6                  | 243                | Organizator             | Organizator             |
| 2024 | Alyona Alyona i Jerry Heil | „Teresa & Maria”                                                        | ukraiński                                                             | 3                  | 453                | 2                       | 173                     |
| 2025 | Ziferblat                  | „Bird of Pray”                                                          | angielski, ukraiński                                                  | 9                  | 218                | 1                       | 137                     |

Legenda:
     1. miejsce
     2. miejsce
     3. miejsce

## Historia głosowania w finale (2003–2025)
Poniższe tabele pokazują, którym krajom Ukraina przyznaje w finale najwięcej punktów oraz od których państw ukraińscy reprezentanci otrzymują najwyższe noty.
| Lp. | Kraj        | Punkty |
| --- | ----------- | ------ |
| 1   | Rosja       | 120    |
| 2   | Azerbejdżan | 99     |
| 3   | Mołdawia    | 83     |
| 3   | Szwecja     | 83     |
| 4   | Litwa       | 81     |
| 5   | Francja     | 65     |

| Lp. | Kraj        | Punkty |
| --- | ----------- | ------ |
| 1   | Polska      | 202    |
| 2   | Mołdawia    | 193    |
| 3   | Izrael      | 183    |
| 4   | Azerbejdżan | 170    |
| 5   | Łotwa       | 168    |

## Konkursy Piosenki Eurowizji zorganizowane w Ukrainie

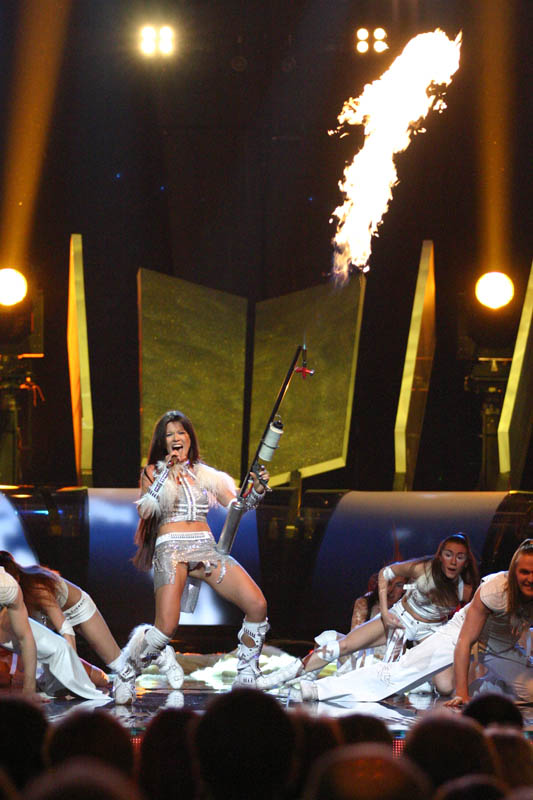
Rusłana Łyżyczko podczas gościnnego występu w finale 50. Konkursu Piosenki Eurowizji w Kijowie, maj 2005

Ukraina dwukrotnie organizowała Konkurs Piosenki Eurowizji. Po raz pierwszy nadawca NTU otrzymał prawo do przygotowania konkursu po wygranej Rusłany na Eurowizji 2004. We wrześniu 2004 potwierdzono, konkurs odbędzie się w Kijowskim Pałacu Sportu. W listopadzie pojawiły się pogłoski dotyczące zmiany miejsca organizacji konkursu w związku z protestami politycznymi (pomarańczową rewolucją) oraz obywatelskim poruszeniem przeprowadzonym na terenie Ukrainy. Temat został poruszony podczas spotkania Grupy Referencyjnej EBU, która zdecydowała o niezmienianiu miejsca organizacji konkursu, co potwierdziło specjalne oświadczenie wydane przez Grupę niedługo po zakończeniu zebrania. Pod koniec grudnia rozpoczęto renowację hali Pałacu Sportu, na co wydano ok. 4 mln franków. Prace remontowo-renowacyjne ukończono na początku maja. Arena mogła pomieścić ponad 5 tys. widzów. 22 marca stacja NTU podpisała umowę wynajmu hali. Nadawca przeznaczył ok. 5 mln franków na przygotowanie i transmisję konkursu, kolejne 4,5 mln franków otrzymał od EBU, ok. 3,3 mlna franków od krajowego parlamentu, a ok. 5,5 mln franków od rządu. Właściciele lokalnych hoteli zainwestowały ok. 9,5 mln euro w celu zakwaterowania wszystkich krajowych delegacji oraz wielbicieli widowiska. Z powodu ukraińskiej polityki wizowej planowano znieść wizy dla mieszkańców krajów europejskich. Decyzja została zatwierdzona przez rząd, a oficjalne oświadczenie w tej sprawie zostało opublikowane 29 marca. Prezydent kraju Wiktor Juszczenko zniósł kontrolę wizową dla Europejczyków na terenie państwa od 1 maja do 1 września 2005. Producentami generalnymi konkursu zostali Alekandr Saweńko (NTU) i Tarmo Krimm (EBU), a prowadzącymi koncerty zostali Pawło „DJ Pasza” Szylko i Marija „Masza” Jefrosynina.
Ukraina po raz drugi organizowała konkurs po wygranej Jamali w finale Eurowizji 2016. We wrześniu 2016 ogłoszono, że konkurs zostanie rozegrany na terenie Międzynarodowego Centrum Wystawienniczego w Kijowie. Premier Wołodymyr Hrojsman zapowiedział, że państwo wesprze organizatora kwotą 15 mln euro. 27 lutego 2017 ogłoszono, że konkurs poprowadzą: Ołeksandr Skiczko, Wołodymyr Ostapczuk i Timur Mirosznyczenko.
| Rok  | Miasto | Miejsce                               | Prowadzący                                                 |
| ---- | ------ | ------------------------------------- | ---------------------------------------------------------- |
| 2005 | Kijów  | Pałac Sportu                          | Marija Jefrosynina Pawło Szyłko                            |
| 2017 | Kijów  | Międzynarodowe Centrum Wystawiennicze | Ołeksandr Skiczko Wołodymyr Ostapczuk Timur Mirosznyczenko |

## Nagrody im. Marcela Bezençona
Nagrody im. Marcela Bezençona – trofea dla najlepszych konkurencyjnych piosenek w finale, które zostały po raz pierwszy rozdane podczas 47. Konkursu Piosenki Eurowizji zorganizowanego w Tallinnie w Estonii. Pomysłodawcami nagrody są: Christer Björkman (reprezentant Szwecji w 1992, obecny Szef Delegacji Szwecji) oraz Richard Herrey (członek szwedzkiego zespołu Herreys, który wygrał Konkurs Piosenki Eurowizji 1984). Statuetka nosi nazwisko twórcy Konkursu Piosenki Eurowizji – Marcela Bezençona.
Nagrody przyznawane są obecnie w trzech kategoriach:
- Nagroda Dziennikarzy (zwycięzcę wybierają akredytowani dziennikarze)
- Nagroda Artystyczna (zwycięzcę wybierają komentatorzy konkursu)
- Nagroda Kompozytorska (zwycięzcę wybierają kompozytorzy biorący udział w konkursie)

Spis poniżej uwzględnia ukraińskich zdobywców Nagród im. Marcela Bezençona:
Nagroda Dziennikarzy
| Rok  | Piosenka               | Artysta           |
| ---- | ---------------------- | ----------------- |
| 2007 | „Dancing Lasha Tumbai” | Wierka Serdiuczka |

Nagroda Artystyczna
| Rok  | Artysta   | Piosenka      |
| ---- | --------- | ------------- |
| 2004 | Rusłana   | „Wild Dances” |
| 2008 | Ani Lorak | „Shady Lady”  |
| 2016 | Jamala    | „1944”        |